# フィジー・エアウェイズ
フィジー・エアウェイズ (Fiji Airways) は、フィジーのナンディ国際空港を本拠地にしているフィジーの国営航空会社である。航空連合のワンワールドに加盟している。

## 歴史

エア・パシフィック航空時代のロゴ・塗装

- オーストラリアの飛行家で、フィジーのヤシ農園主だったハロルド・ガッティによって設立された。デ・ハビランド DH.89 ドラゴン・ラピードを使用して、ナウソリ空港を拠点にバヌアレブ島、タベウニ島間の定期便を開始した。
- 1958年にガッティが死亡した後、カンタス航空に買収された。
- 1960年頃から、ニュージーランド航空、英国海外航空などの航空会社や、トンガ、西サモア、ナウル、キリバス、ソロモン諸島政府が株主になった。
- 1970年にフィジーがイギリスから独立した後、新しい中央政府は株式の購入を開始し、1972年に、「エア・パシフィック航空」に社名を変更した[2]。
- 1970年代には、観光業がフィジー国内の主要産業となり、1974年にフィジー政府は株式保有を買い増しした。1978年までには93%を所有した。
- 1973年6月1日、初の国際線となるブリスベン線を運航開始。
- 1973年から1984年まで、2機のBAC 111 Srs 479機も運航していた。
- カンタス航空との提携により、世界に先駆けて1980年代初頭にコードシェアを開始した。
- 1983年、ホノルル線を開設し、アメリカ合衆国への運航を開始した。
- 1990年代、本社を首都スバからナンディに移転した。また、ナンディに精巧な航空機整備センターを建設した。
- 1990年代、カナディアン航空とコードシェア契約を結んだ。その後、アメリカン航空ともコードシェア契約を結んだ。
- 1993年8月、既存のボーイング747を、ニュージーランド航空のボーイング747型機に置き換えた。
- 1995年1月25日、ロイヤルトンガ航空は、航空機の共同リースを開始した。ボーイング737-300の胴体の両側にそれぞれの会社の塗装が施された特別塗装も施された。
- 1996年8月から、ボーイング747-200がカンタス航空からリースされた。
- 2000年にフィジーでクーデターが発生し、国の観光産業と全体的な経済を壊滅させ、フィジーへの旅行需要はの大幅減少した。
- 2003年、シンガポール航空からリースしていた2機のボーイング747-400のうちの1機を返還した
- 2005年、エアパシフィックは国内航空会社のサンエアを買収し、パシフィックサンに社名を変更した。
- 2006年、ボーイング787-9を5機発注した。
- 2011年4月、ボーイングによる約4年間の納入遅延により、ボーイング787-9の注文をキャンセルした。
- 2011年10月、納入遅延のボーイング787に変わる中型機として、エアバスA330-200を3機発注した。
- 2013年、エアバスA330の納入に合わせて、2013年6月27日に1958年から1970年まで使用していた「フィジー・エアウェイズ」に社名を戻した[3][4]。
- 2018年12月、航空連合であるonewolrdに「ワンワールド・コネクト」として加盟した。ワンワールド・コネクトは新たな加盟制度であり、加盟にはスポンサーとして最低3社のワンワールド加盟航空会社を必要とする。フィジー・エアウェイズはその第一号となり、アメリカン航空、ブリティッシュ・エアウェイズ、キャセイ・パシフィック航空、カンタス航空の4社がスポンサーとなった。フィジー・エアウェイズとワンワールド加盟航空会社間での、マイレージやラウンジの相互利用は全加盟社でなく一部の加盟社間との利用となっている。優先搭乗とビジネスクラスチェックインカウンターでの搭乗手続きは全加盟社の会員が利用できる。
- 2019年2月からはワンワールドに加盟している日本航空と新たにコードシェアを開始[5]。
- 2019年5月2日、エアバスA350-900型機2機をリースする意向を発表し、リース導入[6]。
- 2024年11月、無料、無制限の機内Wi-Fiシステムを開始した[7]。
- 2025年3月31日から、ワンワールドに正式メンバーとして加盟した[8]。

## 就航都市
| フィジー国内 | フィジー国内                                                       |
| --- | ------------------------------------------------------------------ |
| ナンディ(ハブ空港)、スバ、カンダブ、ランバサ、サブサブ、タベウニ、ロツマ島、シシア、ラケバ、バヌアバラブ、コロ島 |                                                                    |
| 国際線 |                                                                    |
| オセアニア |                                                                    |
| パラオ | パラオ                                                             |
| トンガ | ヌクアロファ、ヴァヴァウ                                           |
| サモア | アビア                                                             |
| バヌアツ | ポートビラ                                                         |
| ソロモン諸島 | ホニアラ                                                           |
| キリバス | キリスィマスィ島、タラワ                                           |
| ツバル | フナフティ                                                         |
| オーストラリア                                                                                                   | ブリスベン、キャンベラ、アデレード、ケアンズ、シドニー、メルボルン |
| ニュージーランド                                                                                                 | ウェリントン、オークランド、クライストチャーチ                     |
| パプアニューギニア                                                                                               | ポートモレスビー                                                   |
| アジア |                                                                    |
| 日本 | 東京/成田                                                          |
| 香港 | 香港                                                               |
| シンガポール | シンガポール                                                       |
| 北米 |                                                                    |
| カナダ | バンクーバー                                                       |
| アメリカ合衆国                                                                                                   | ロサンゼルス、サンフランシスコ、ダラス、ホノルル                   |

## 日本との関係

### 運航便
| 便名      | 路線     | 路線      | 機材                                  | ※コードシェア |
| --------- | -------- | --------- | ------------------------------------- | ------------- |
| FJ350/351 | ナンディ | 東京/成田 | - エアバスA330-200 - エアバスA330-300 | AY、BA、JL    |

### 日本との歴史
- 1998年10月30日、成田国際空港に就航した[9]。
- 1994年10月から97年の夏ダイヤにかけて、関西国際空港へ運航[9]。
- フィジーの政変や競合リゾート地との競争激化などによる需要低迷を受け、2009年3月28日をもって成田線を運休し、日本路線から一時撤退した。
- 2018年7月3日より、成田線を週3便で再開し、日本に再就航した[10]。
- 2020年3月20日から、新型コロナウイルスの影響で、成田線を運休した。
- 2021年12月7日より、成田線の運航を再開した。
- 2022年7月、再び成田線を運休した。
- 2023年4月4日より、成田線を再開した。
- 2024年8月2日より、これまで成田空港に19時台に到着し、21時台に折り返していたFJ350/351便を、成田空港に早朝に到着し、日中は駐機し、夕方に折り返すスケジュールに変更した。

## 保有機材
| 機種              | 保有数 | 座席数 | 座席数 | 座席数 | 備考                                     |
| 機種              | 保有数 | C      | Y      | 計     | 備考                                     |
| ----------------- | ------ | ------ | ------ | ------ | ---------------------------------------- |
| エアバスA330-200  | 3      | 24     | 249    | 273    | 2013年に3機導入。1機はoneworld特別塗装。 |
| エアバスA330-300  | 1      | 24     | 289    | 313    |                                          |
| エアバスA350-900  | 4      | 33     | 301    | 334    | 2019年以降導入。                         |
| ボーイング737-800 | 1      | 8      | 162    | 170    | 2015年導入。エアベルリンの中古機。       |
| ボーイング737-8   | 5      | 8      | 178    | 186    | 2018年以降導入。                         |

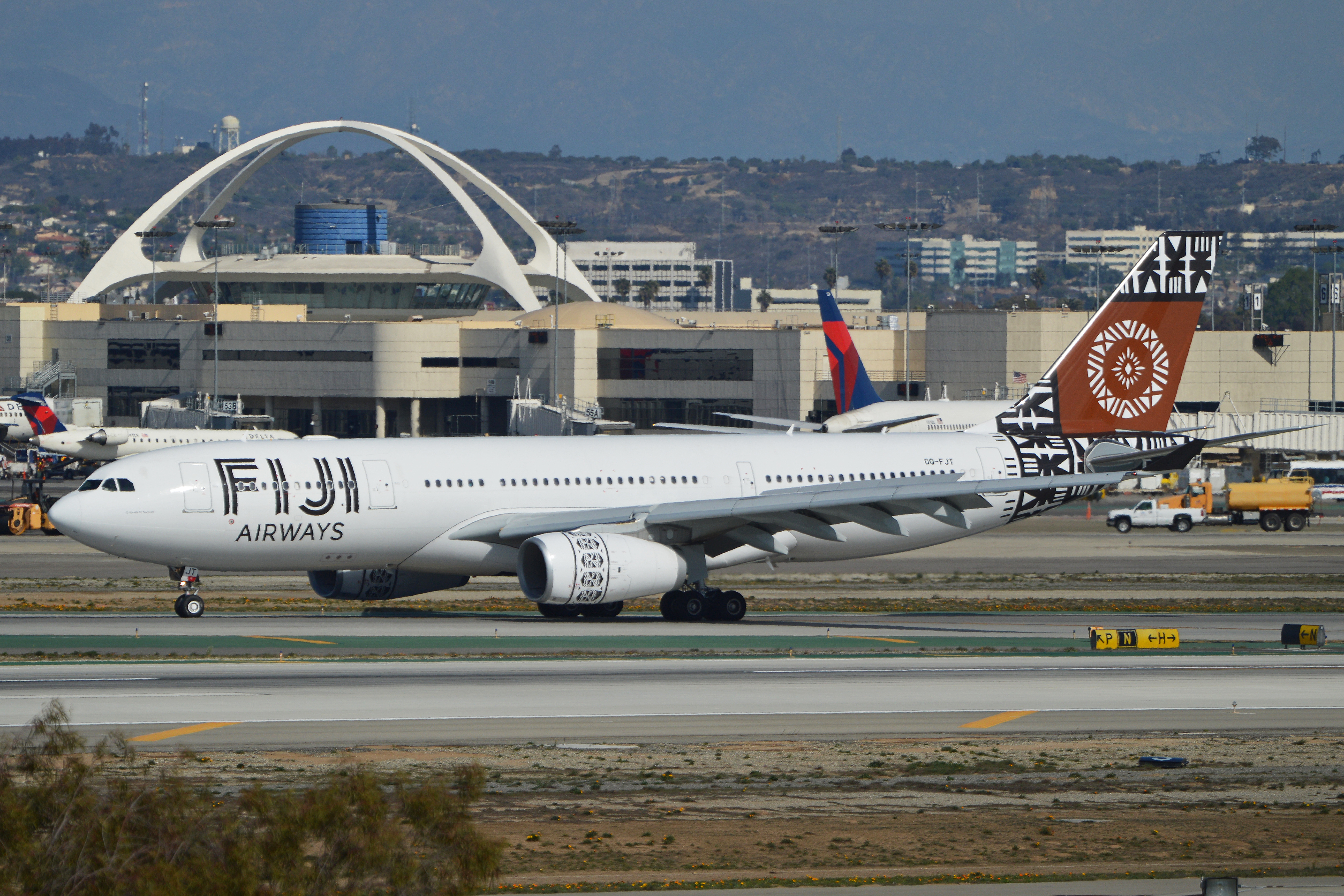
エアバスA330-200
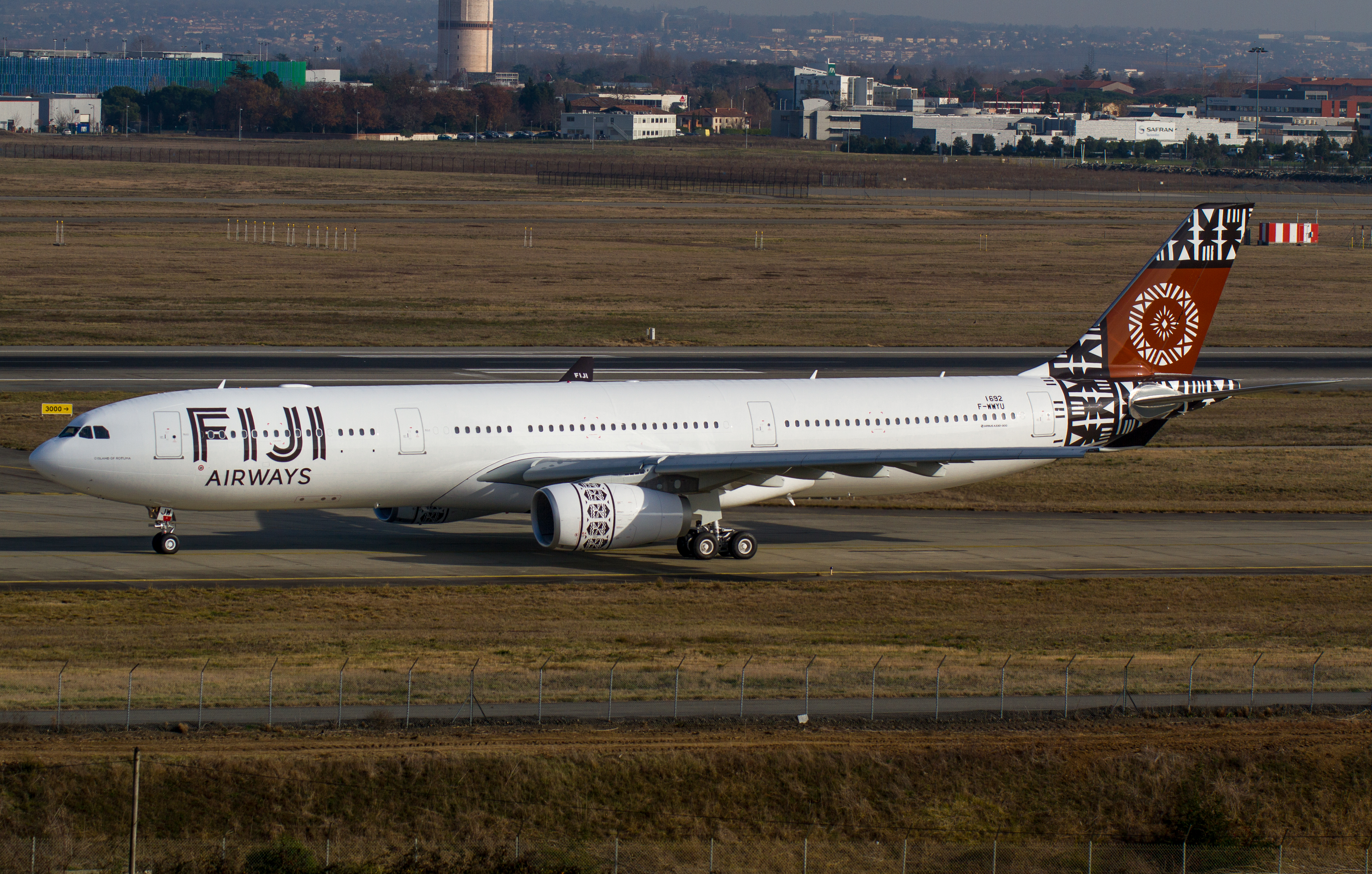
エアバスA330-300
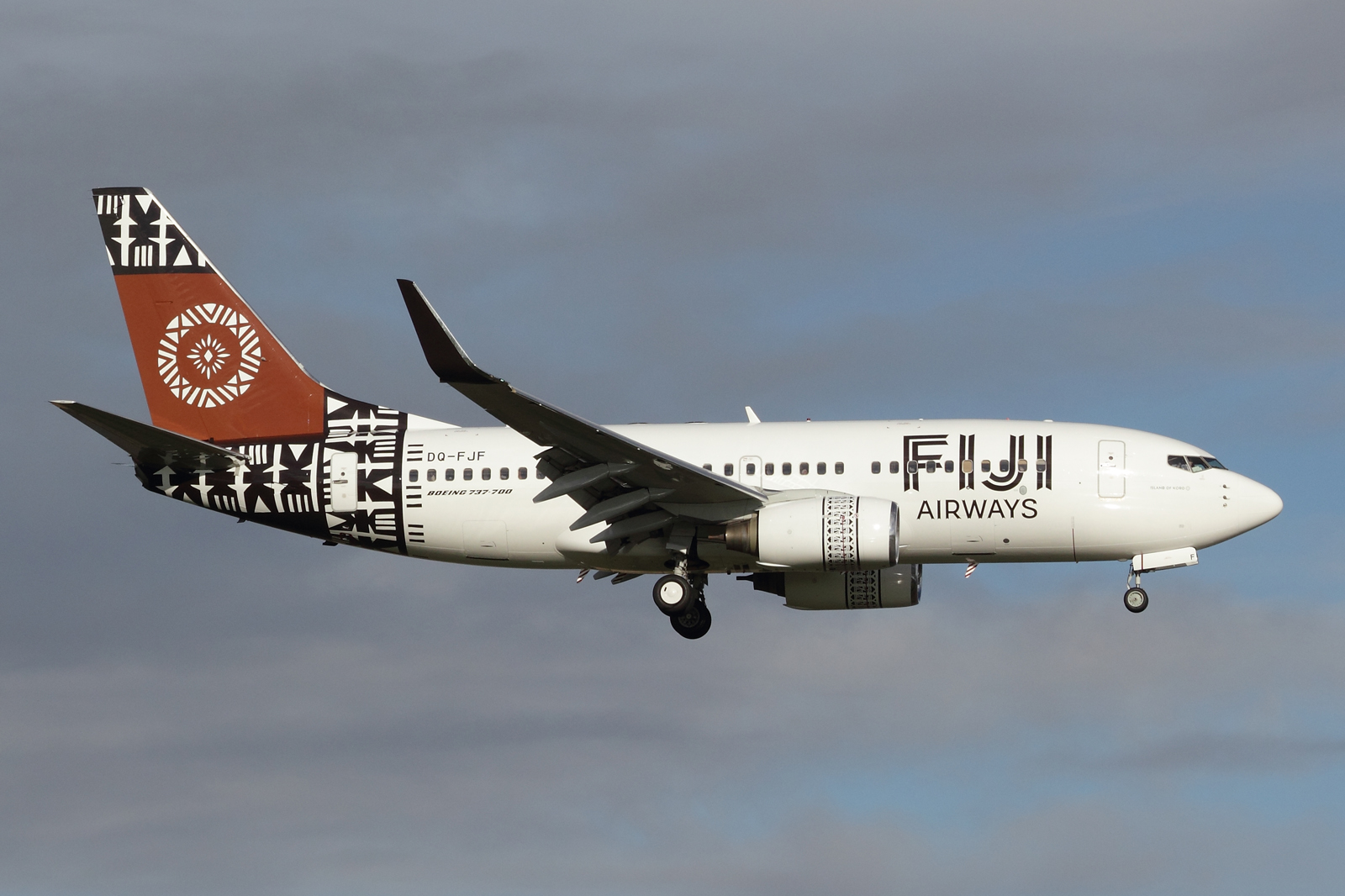
ボーイング737-700
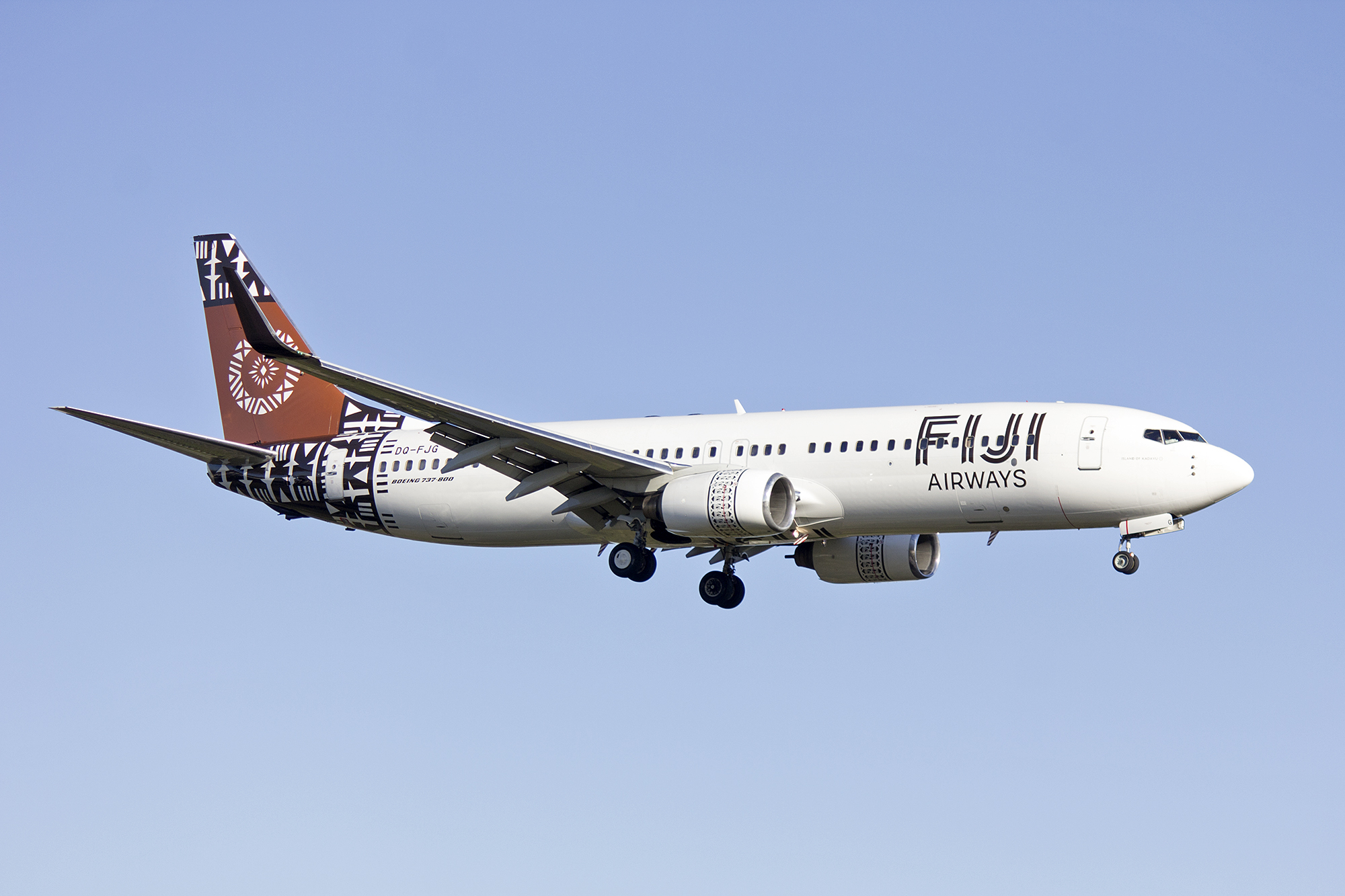
ボーイング737-800

### 退役機材

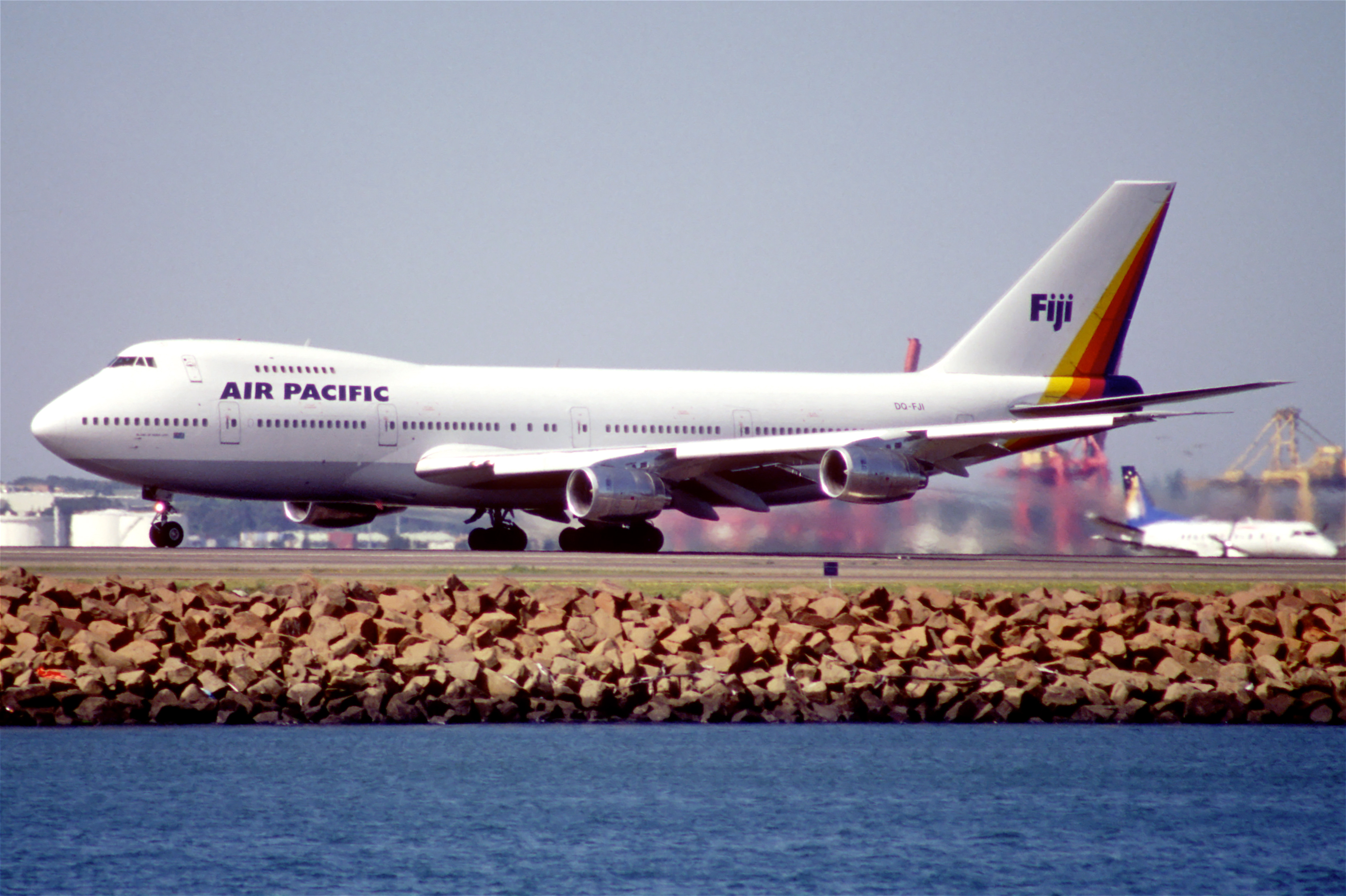
マクドネル・ダグラス DC-10
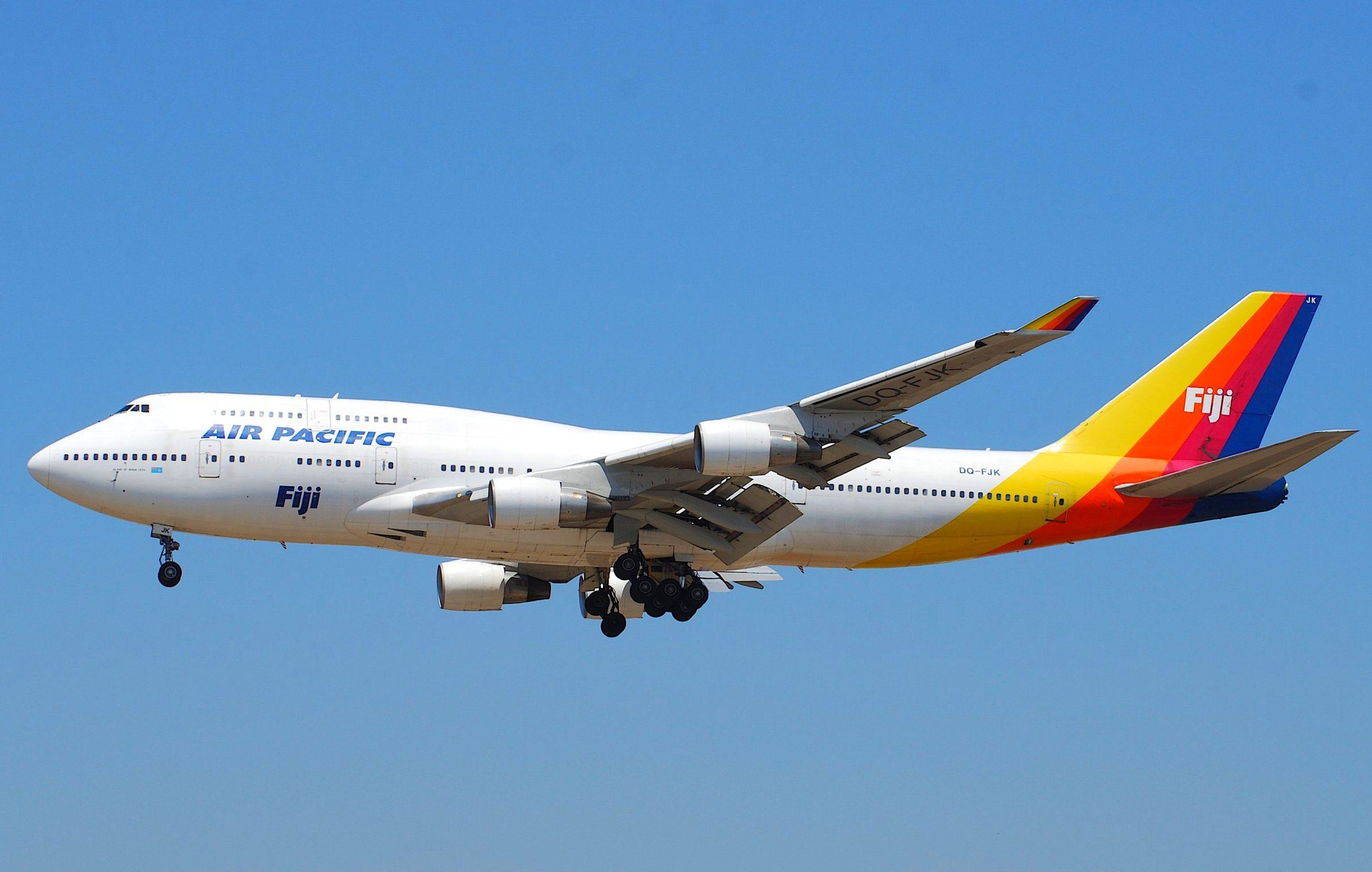
ボーイング747-200B
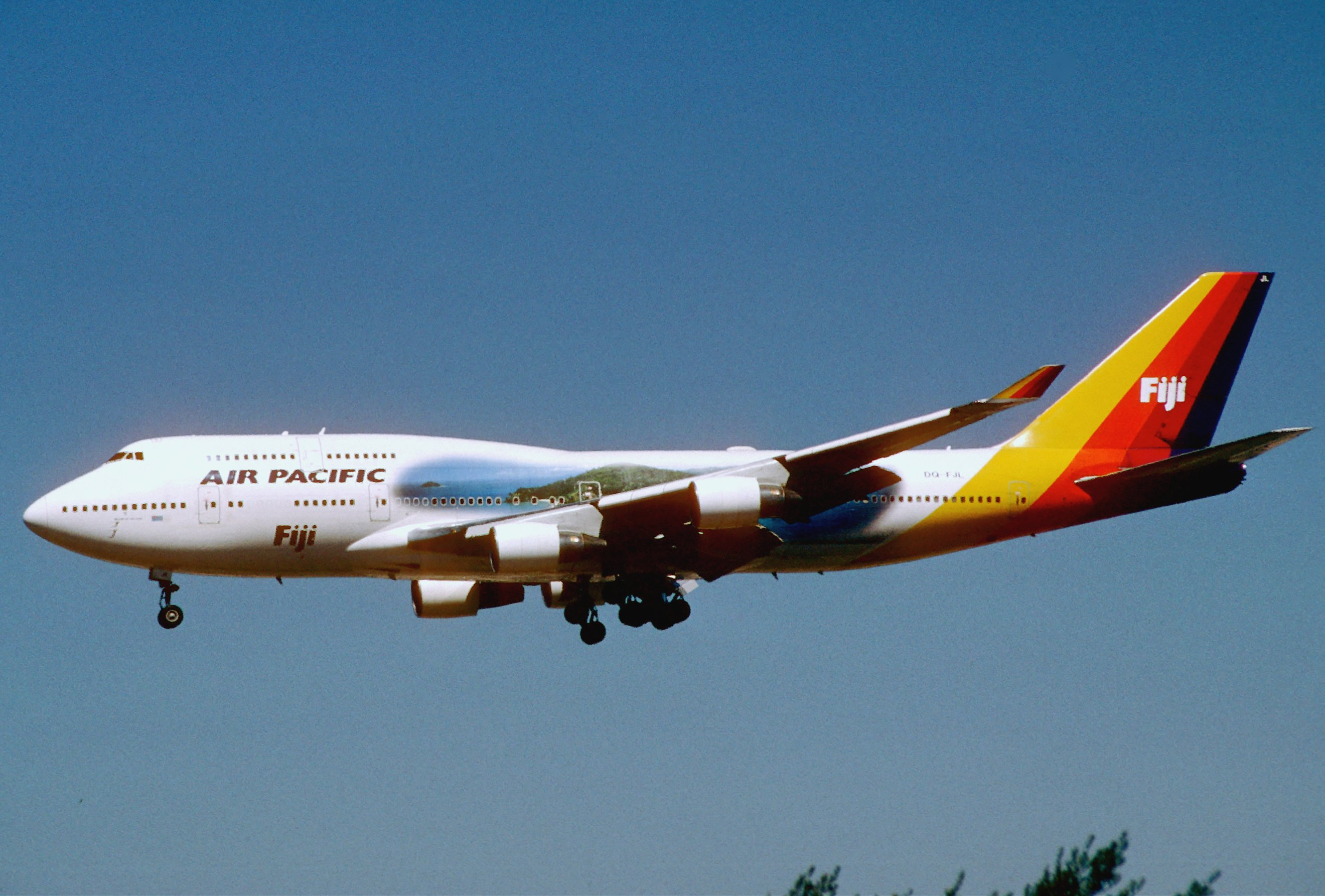
ボーイング747-400  - ボーイング747-200B
  - ボーイング747-400
  - ボーイング747-400（特別塗装）